# تدمير
تدمير (بالإسبانية: Tudmir)‏ هي إحدى كور شرق الدولة الأموية في الأندلس، وقاعدتها مدينة مرسية التي أسسها الأمير عبد الرحمن بن الحكم عام 825م لتكون قاعدة الكورة. ومن مدنها إلش وأريولة جنجالة ولورقة وقرطاجنة. وقد ذكر الحميري أنها سميت بذلك نسبة لآخر حكامها من القوط تدمير